# Lim Kok Leong
Lim Kok Leong (chinesisch 林谷良; * 17. Mai 1995) ist ein malaysischer Snookerspieler aus Butterworth im Bundesstaat Penang. Er gewann im Jahr 2022 die Amateurweltmeisterschaft. 2024 qualifizierte er sich für die World Snooker Tour.

## Karriere
Lim Kok Leong kam mit 7 Jahren zum Snooker, weil sich im selben Gebäude, in dem sein Vater einen Laden betrieb, ein Billardzentrum befand. Mit 13 Jahren begann er, an Turnieren teilzunehmen und nach zwei weiteren Jahren bekam er Unterricht bei Ooi Chin Kay, zweimaliger Landesmeister und Asienmeister 1994. Mit knapp 20 Jahren trat er erstmals bei einem großen internationalen Turnier an, als die Asienmeisterschaft 2015 in Kuala Lumpur stattfand. Auf Anhieb erreichte er das Viertelfinale. Im selben Jahr gewann er zusammen mit Moh Keen Hoo seinen ersten großen Titel bei der Teamweltmeisterschaft in Pakistan. Im Inland gehörte er zu den besten Spielern, es dauerte aber weitere drei Jahre, bis er wieder an einem größeren Turnier im Ausland teilnahm. Bei der offenen Australienmeisterschaft kam er 2018 und erneut ein Jahr darauf unter die letzten acht und schlug dabei unter anderem den australischen Ex-Profi Vinnie Calabrese. 2019 holte er sich auch erstmals den Titel des nationalen Meisters. Er vertrat sein Land im selben Jahr bei den Südostasienspielen und gewann die Goldmedaille im Doppel wiederum mit Moh Keen Hoo.
Zwei Jahre Corona-Pandemie unterbrachen insbesondere in Asien durch Restriktionen den Amateurbetrieb. Bei der nächsten Malaysia-Meisterschaft 2022 verteidigte er seinen nationalen Titel mit einem Finalsieg gegen Thor Chuan Leong, einen der erfolgreichsten Spieler seines Landes. Bei den Südostasienspielen gewann er diesmal Silber im Einzel und die Goldmedaille im 6-Red-Snooker. Außerdem holte er sich mit Moh Keen Hoo zum zweiten Mal den Titel der Teamweltmeister. Danach nutzte er die Gelegenheit, bei der neu auf Asien ausgeweiteten Q School teilzunehmen, bei der die Qualifikation für die Profitour erlangt werden konnte. Allerdings verlor er in beiden Turnieren gegen die Spieler, die anschließend die Qualifikation schafften.
Im Herbst 2022 trat Lim bei Kontinental- und Weltmeisterschaften an. Dem Halbfinale in Asien im 6-Red folgte im November der größte Erfolg seiner Amateurkarriere: Bei der Amateurweltmeisterschaft in der Türkei erreichte er das Finale und mit einem 5:0-Sieg über den Iraner Amir Sarkhosh gewann er als erster Malaysier den Titel. Nach dem Jahreswechsel ließ er noch das Halbfinale bei der Asienmeisterschaft und drei Medaillen bei den Südostasienspielen folgen. Schließlich trat er 2024 erneut bei der Q School Asia an und diesmal gewann er gleich im ersten Turnier und sicherte sich damit zwei Jahre auf der Profitour. Er ist der vierte Profi aus Malaysia.
In die Saison 2024/25 stieg der Malaysier mit Verzögerung ein; erst Ende Juli bestritt er zwei Qualifikationsspiele, gegen Anthony Hamilton gelang ihm dabei sein erster Profisieg mit 4:1. Statt bei den British Open anzutreten, kehrte er aber in die Heimat zurück, wo er sich seinen dritten nationalen Meistertitel sicherte.

## Erfolge
Amateurturniere:
- Amateurweltmeister (2022)
- Teamweltmeisterschaft der Männer (2015, 2022, mit Moh Keen Hoo)
- Malaysischer Meister (2019, 2022, 2024)

Südostasienspiele:
- Einzel: Silber (2021), Bronze (2023)
- Doppel (mit Moh Keen Hoo): Gold (2019), Silber (2023)
- 6-Red-Snooker: Einzel-Gold (2021), Doppel-Bronze (2023, mit Moh Keen Hoo)